# Volo Propair 420
Il volo Propair 420 (PRO420) era un volo passeggeri interno da Montréal, Québec, a Peterborough, Ontario. Il volo era operato dalla Propair, una compagnia aerea charter con sede a Rouyn-Noranda, con un Fairchild Metroliner SA226. Il 18 giugno 1998 sull'aereo scoppiò un incendio in volo poco dopo il decollo da Dorval e l'equipaggio scelse di effettuare un atterraggio d'emergenza all'aeroporto internazionale di Montréal-Mirabel. L'intenso calore dell'incendio provocò un cedimento strutturale dell'ala sinistra durante l'atterraggio e l'aereo si schiantò a terra, uccidendo tutti gli 11 passeggeri e l'equipaggio a bordo.
L'indagine condotta dal Transportation Safety Board of Canada rivelò che i freni di sinistra del volo 420 si erano surriscaldati durante il decollo, provocando un incendio all'interno del vano ruote che distrusse l'allarme contro il fuoco, a causa del quale l'equipaggio non fu a conoscenza della gravità dell'incendio, che successivamente distrusse i condotti idraulici e si propagò all'ala sinistra.
In seguito all'incidente, il TSB canadese emanò diverse raccomandazioni, una delle quali era rivolta all'FAA per quanto riguarda l'addestramento dell'equipaggio e il manuale di volo, mentre un'altra era una raccomandazione di installare un sistema di allarme di surriscaldamento all'interno dei passaruota di ogni Metroliner.

## Il volo
Il volo Propair 420 decollò dall'aeroporto di Dorval (ora Aeroporto Internazionale Montréal-Pierre Elliott Trudeau) alle 07:01 EDT trasportando 9 passeggeri e 2 membri dell'equipaggio. L'aereo era stato noleggiato dalla General Electric per il trasporto di personale in una sua struttura a Peterborough, nell'Ontario. All'epoca il bollettino meteorologico prevedeva nebbia con venti deboli che avrebbero soffiato dal lato destro dell'aereo. Il volo 420 fu autorizzato a salire alla quota di 16.000 piedi.
Alle 07:13, i piloti del volo 420 informarono la torre di controllo che stavano subendo una diminuzione della pressione idraulica e chiesero di tornare in aeroporto. La torre di Dorval autorizzò la loro richiesta di ritorno e ordinò loro di scendere a 2.400 m (8.000 piedi) e di compiere una virata di 180 gradi. All'epoca non vi era alcun segnale che il volo fosse in grave pericolo.
Circa 30 secondi dopo la richiesta di ritorno del volo 420, iniziarono a verificarsi problemi di controllo del velivolo. Il Metroliner divenne più difficile da controllare e un allarme mostrò che si stava sviluppando un problema in uno dei motori. 40 secondi dopo si accese l'allarme di surriscaldamento dell'ala. Prima che l'equipaggio potesse iniziare una check list per gestire un'emergenza del genere, la spia si spense. 5 minuti dopo il motore sinistro sembrava in preda alle fiamme. Poco dopo l'equipaggio spense il motore.
I due piloti riuscivano a controllare a malapena il loro aereo; era necessario ricorrere spesso al trim dell'alettone destro per mantenere l'aereo in rotta. Il controllore di Dorval suggerì dunque di deviare verso l'Aeroporto Internazionale di Montréal-Mirabel, opzione accettata subito. Il fuoco si intensificò e l'equipaggio poté vedere che il fuoco usciva dalla gondola del motore. I piloti eseguirono la check list d'emergenza e configurarono l'aereo per l'atterraggio.
Alle 07:23, l'equipaggio dichiarò che l'incendio nell'ala sinistra si era spento. Tuttavia, meno di quattro minuti dopo, i piloti annunciarono che stava nuovamente divampando. L'aereo divenne più difficile da controllare, iniziando anche a rollare. In risposta a ciò l'equipaggio estese gli alettoni al massimo. Mentre il volo 420 era quasi arrivato sulla pista venne esteso il carrello d'atterraggio.
Quando il volo 420 era ormai vicino alla soglia della pista l'ala sinistra, ormai gravemente danneggiata, si spezzò del tutto, facendo ruotare di 90° a sinistra e incendiando il carburante. Il Metroliner, entrato in una spirale, si schiantò a terra, fermandosi sul lato sinistro della pista 24. Sia i membri dell'equipaggio che tutti i 9 passeggeri a bordo rimasero uccisi. Inizialmente 2 passeggeri erano sopravvissuti all'incidente, ma alla fine morirono per le ferite riportate.

## Passeggeri ed equipaggio
Il volo era stato noleggiato dalla General Electric per trasportare i loro lavoratori nelle sue strutture a Lachine, in Québec, e Peterborough, Ontario. Il volo 420 trasportava 9 passeggeri (inizialmente si credeva che fossero in 10). Erano tutti ingegneri che lavoravano come una squadra nella progettazione di turbine idroelettriche, e prendevano quel volo regolarmente.
Parlando in una conferenza stampa, il presidente della Propair, Jean Pronovost, affermò che entrambi i piloti erano "molto professionali".
Il pilota del volo è stato identificato nel capitano Jean Provencher, 35 anni. Aveva iniziato la sua carriera di pilota come primo ufficiale sul Fairchild Metroliner dal novembre 1986 al maggio 1996. Servì come capitano e pilota di controllo su vari tipi di aeromobili simili per diversi vettori aerei. Nel maggio 1996 è stato assunto da Propair come capo pilota dell'azienda. Aveva accumulato un totale di 6.515 ore di volo, di cui 4.200 sul Fairchild.
Il copilota era Walter Stricker, 35 anni. Stricker aveva iniziato a volare nel giugno 1995. Nel marzo 1998 è stato assunto come primo ufficiale da Propair. Ottenne la sua prima certificazione da ufficiale il 9 maggio e iniziò il suo addestramento il 13 maggio. Aveva accumulato un totale di 2.730 ore di volo, di cui 93 sul Fairchild.

## L'indagine
Pochi minuti prima dell'incidente, l'equipaggio del volo 420 comunicò di avere un incendio a bordo dell'aereo. L'ispezione sul relitto del volo 420 confermò che l'incendio si era effettivamente verificato durante il volo. L'agente Gilles Deziel, che aveva visitato il luogo dell'incidente, dichiarò che "tre quarti dell'aereo erano completamente bruciati e anneriti". Gli investigatori indagarono quindi sulla fonte di accensione dell'incendio e condussero diversi test.

### Esperimenti sulle attrezzature di bordo
Gli investigatori scoprirono che quando veniva aggiunta pressione ai freni, si poteva verificare un aumento della forza di resistenza e della temperatura nell'insieme. L'esame del gruppo dei freni del volo 420 rivelò che all'epoca la temperatura del gruppo freni era esposta a una temperatura di oltre 600 gradi Celsius, il che potrebbe indicare la presenza di una quantità significativa di forza di resistenza al momento dell'incidente.
Gli investigatori condussero un altro test. Questa volta, lo scopo era sapere se i fluidi idraulici del volo 420 si sarebbero incendiati qualora fossero entrati in contatto con la superficie calda del gruppo freni. Gli investigatori si servirono di due tipi di fluidi idraulici; quello contaminato e quello non contaminato. Il risultato fu che scoppiò un devastante incendio dopo che il secondo entrò in contatto con una superficie calda. Il test rivelò anche che i fluidi idraulici contaminati hanno un punto di infiammabilità inferiore rispetto a quello non contaminato.

### Sequenza di eventi
Gli investigatori notarono che durante il rollio di decollo del volo 420, l'aereo si mise a virare a sinistra e l'equipaggio dovette applicare un input opposto, a destra, per correggere la rotta del Metroliner. Inoltre il velivolo stava anche impiegando più tempo per raggiungere la velocità di decollo, rispetto al solito. Queste indicazioni erano coerenti con la presenza di una forza di tiramento sui freni di sinistra. L'esame dei freni di sinistra confermò che erano stati effettivamente tirati.
L'equipaggio non si era accorto che i freni di sinistra erano stati tirati durante il rollio di decollo e si erano surriscaldati. I freni surriscaldati furono ritratti dall'equipaggio ed entrarono nel vano del carello. Il vano è stato successivamente chiuso per fissare le ruote, ma non aveva un raffreddamento adeguato, quindi la temperatura dei freni continuò a salire, raggiungendo i 600° Celsius.
I freni e le ruote, surriscaldati, diffusero quindi il calore agli pneumatici e ai meccanismi circostanti. I test condotti dagli investigatori rivelarono che quando i frammenti di pneumatico entrarono in contatto con i freni surriscaldati, presero fuoco. Lo pneumatico è stato esposto alla già citata temperatura di 600° Celsius, dando inizio ad un incendio. La situazione peggiorò quando un pistone in nitrile perse il suo fluido infiammabile. Questo tipo di pistone inizierebbe a degradarsi qualora entrasse in contatto con una temperatura di 135° Celsius, e qui era arrivato ad oltre i 600. Il liquido infiammabile entrò così in contatto con il fuoco, provocando una fiammata molto intensa.
Un sistema di avviso di surriscaldamento dei freni avrebbe dovuto avvertire l'equipaggio che c'era un problema. Tuttavia, nessun sistema del genere era richiesto su questo tipo di aereo, quindi l'equipaggio del volo 420 non aveva idea che si fosse sviluppato un incendio. L'incendio ha poi rotto la linea idraulica dell'aereo, situata vicino al vano ruota, causando l'intensificarsi dell'incendio.
Una spia arancione si accese per avvertire l'equipaggio che si era verificato un surriscaldamento nell'ala sinistra (dove si stava diffondendo l'incendio). Prima che l'equipaggio potesse avviare l'appropriata check list per gestire l'emergenza, la spia si spense improvvisamente. Credettero erroneamente che l'emergenza fosse rientrata. Il vero motivo era che l'incendio aveva distrutto il circuito elettrico del sistema di allarme.
L'equipaggio non si rese mai conto della gravità dell'incendio, che stava divampando senza controllo e aveva iniziato a distruggere l'integrità strutturale dell'ala sinistra. Ciò causò gravi difficoltà all'equipaggio nel controllo dell'aereo. I piloti dovettero applicare l'impostazione massima dell'assetto degli alettoni a causa della riduzione della rigidità dell'ala. L'ala sinistra cedette piegandosi verso l'alto, facendo rollare l'aereo di 90 gradi e schiantandosi, prendendo poi fuoco e uccidendo tutti gli occupanti.

## Nella cultura di massa
Il volo 420 di Propair è stato analizzato nel nono episodio, dal nome "Decollo da brivido", della ventunesima stagione del programma canadese Indagini ad alta quota.